# 笑嶺宗訢
笑嶺宗訢（しょうれいそうきん、永正2年（1505年）? - 天正11年11月29日（1584年1月11日））は、戦国時代の臨済宗大徳寺派大仙派の僧。大徳寺107世。字は笑嶺。号は喝雲叟（喝雲子）。正親町天皇から受けた禅師号は祖心本光禅師。

## 人物

### 出自
伊予国風早郡難波庄（現・愛媛県松山市）の出身。俗姓は高田氏で、同じ風早郡の5郷（栗井・河野・高田・難波・那賀）から伊予守護、戦国大名となった河野氏と同様に、高田氏は越智氏の系譜に連なると称している。

### 略歴
宗訢は数え15歳ごろに故郷の宗昌寺で出家し、京都に出て南禅寺の牧護庵で書記官となった。その後、大徳寺の大仙院で古嶽宗亘に10年間師事し、次いで堺の南宗庵、後の南宗寺で大林宗套に師事してその法嗣となった。
永禄元年（1558年）に大徳寺107世となったほか、永禄3年（1560年）に広徳寺と栖賢寺を尼崎で再興、永禄9年（1566年）に大徳寺内の聚光院開山、永禄11年（1568年）に南宗寺2世となった。
天正11年11月29日（1584年1月11日）、南宗寺において79歳で死去した。辞世の偈は「喝雲呵雨、七十九年、斬却魔佛、吹毛靠天」。

### 三好長慶と織田信長
南宗寺は、三好長慶が堺で死亡した父・三好元長の菩提寺として建立したものであり、宗訢は三好氏と縁が深い。永禄9年（1566年）に真観寺で三好長慶の法事が営まれたときは、三好義継に請われて導師をつとめた。また、長慶の菩提寺である聚光院を開山したのも宗訢である。
天正10年（1582年）、織田信長が本能寺の変で死亡し、家臣の柴田勝家と羽柴秀吉による葬儀が別々に行われた。このとき秀吉の主導した葬儀は大徳寺で行われ、宗訢が導師をつとめた。信長の菩提寺である総見院を開山した古渓宗陳は宗訢の法嗣にあたる。